# Alpha Bâ
Alpha Bâ est un universitaire et un homme politique sénégalais. 

## Carrière politique
Professeur de sociologie à l'École nationale supérieure d'agriculture (ENSA), il est nommé le 5 avril 2024 au poste de secrétaire d'État aux Coopératives et à l'Encadrement paysan dans le gouvernement Sonko.